# ناصر العبودي
ناصر حسين العبودي (ولد عام 1955 في الشارقة) كاتب وباحث إماراتي، صدرت له العديد من المؤلفات والدراسات في مجال الآثار والتراث والمتاحف. وحصل على جائزة العويس للإبداع عام 2019م.

## التعليم
نال شهادة بكالوريوس الآثار القديمة - جامعة بغداد عام 1977م.

## مناصب ومهام
1. عين مديرا لمكتب الإعلام والثقافة بعجمان ثم نائبا لمدير مكتب الإعلام والثقافة بالشارقة، ثم رئيساً لقسم الآثار/ دبي، ثم مديرا للآثار والمتاحف.
2. عين مديرا لإدارة الآثار والتراث بدائرة الثقافة والإعلام بإمارة الشارقة في (19 ابريل 1990)م.
3. اعتمد في (13 ديسمبر 1995) خبيراً مميزاً في مجال الآثار والتراث الحضاري لدى المنظمة العربية للتربية والثقافة والعلوم (الجامعة العربية).
4. يشغل منصب رئيس قطاع الآثار والمتاحف بوزارة الإعلام والثقافة الاتحادية.
5. عضو اللجنة الدائمة للآثار والمتاحف (المنظمة العربية للتربية والثقافة والعلوم ) الجامعة العربية.
6. قام برئاسة فريق التنقيب عن الآثار لموقع الثقيبة إمارة الشارقة عام 1987م.
7. عضو مجلس إدارة مركز بحوث التاريخ والتراث بجامعة الإمارات العربية المتحدة بتاريخ (12 ديسمبر 1989).
8. عضو مجلس إدارة اتحاد كتاب وأدباء الإمارات عام 1987 – 2012م
9. عضو مجلس الأمناء وهيئة الأمانة العامة لمؤسسة سلطان العويس الثقافية بتاريخ من (26 ديسمبر 1991) .
10. عضو اتحاد المؤرخين العرب بتاريخ من (10 مايو 1986) .
11. عضو المجلس الدولي للمتاحف ICOM منذ عام 1979 .
12. ممثل دولة الإمارات في اتفاقية التراث العالمي الطبيعي والتاريخي اليونسكو حتى 2005م.
13. إعداد التقارير الأثرية للبعثة الفرنسية المشتركة مع الشارقة للنشر للأعوام 1985 - 1984 - 1986م.
14. المشرف العام لمجلة دراسات من عام 1990 – 1993م، اتحاد كتاب وأدباء الإمارات .
15. رئيس تحرير مجلة دراسات عام 2001 ، 2011 - 2012 الصادرة عن اتحاد كتاب وأدباء الإمارات .

## الكتب المنشورة
1. أثار الشارقة عام 1978م، إصدار وزارة الإعلام والثقافة – أبوظبي (الطبعة الثالثة)
2. الأزياء الشعبية الرجالية في دولة الإمارات عام 1987م، إصدار مركز التراث الشعبي لدول الخليج العربية / قطر (الطبعة الثالثة) .
3. دراسات في آثار وتراث دولة الإمارات عام 1990م، إصدار المجمع الثقافي بأبوظبي (الطبعة الثانية) .
4. مسجد البدية عام 1992م، إصدار مركز بحوث التاريخ والتراث الشعبي بجامعة الإمارات (الطبعة الثانية).
5. ترميم برج المقطع بأبوظبي عام 2000 ، دراسة في تاريخه وطريقة ترميم البرج (الطبعة الثانية).
6. المسح الأثري في إمارة الشارقة - دولة الإمارات العربية المتحدة : التقرير الثالث [بالاشتراك مع آخرين] عام 1997م.
7. ترميم سوق العرصة – الشارقة (تحت الطبع).
8. «حقيقة قصر الزباء» رأس الخيمة إصدار البيان – دبي ، يونيو 2001 ، ونشر على حلقات بجريدة البيان بدبي عام 2000م (الطبعة الثانية) .
9. صفحات من آثار وتراث الإمارات العربية المتحدة ، إصدار مركز زايد للتراث والتاريخ العين (أبوظبي) 2002 م (الطبعة الثانية).[2]

## الدراسات
القلائد والتمائم والتعاويذ الأثرية المكتشفة في الإمارات العربية المتحدة في فترة الألف الثاني ق . م (فترة وادي سوق). دراسة صدرت عن جائزة العويس للإبداع عام 2019م.

## الأفلام الوثائقية
كتبت أربعة أفلام وثائقية تلفزيونية عن الآثار والتراث بدولة الإمارات لتلفزيون الشارقة ، وقد فاز أحد الأفلام بمهرجان البرنامج التلفزيوني المحلي (دبي) عام 1995م.

## جوائز
- فاز بالمركز الأول بجائزة العويس للدراسات والابتكار العلمي لدراسة مشروع ترميم (سوق العرصة – الشارقة ) 1992م.
- حصل على جائزة العويس للإبداع في دورتها (26) عام 2019م في المحور التاريخي بحثه: «القلائد والتمائم والتعاويذ الأثرية المكتشفة في دولة الإمارات».[3]